# Floridablanca
Floridablanca és un municipi del departament de Santander, a Colòmbia. Forma part de l'àrea metropolitana de Bucaramanga. La ciutat de Floridablanca és coneguda per les "obleas", unes postres típiques fetes de pa d'àngel, i també pels seus parcs, i ha sigut pol de progrés a la regió durant els últims anys. El 2016, l'aglomeració tenia 266.102 habitants, i la zona urbana, 256.644, amb una superfície de 97 km².